# Panormo (Sicilia)
Panormo  fue una antigua ciudad de la isla de Sicilia de origen fenicio que pasó sucesivamente a ser posesión de los cartagineses y los romanos. Corresponde a la actual Palermo.

## Ubicación y estructura
Panormo estaba situada en la costa de Sicilia, a unos ochenta kilómetros del extremo noroeste de la isla, en una extensa bahía conocida en la actualidad por golfo de Palermo.
Estaba constituida por una recinto interior y otro exterior. Siendo este más reciente, se lo conocía por ciudad nueva. Cada uno tenía su propia línea amurallada, de ahí que cuando la ciudad nueva fue tomada por los romanos, el interior todavía pudo resistir un tiempo.

## Nombre y origen
El nombre es de origen griego y hace referencia a su excelente ubicación o a su espaciosa bahía. A pesar de este nombre, Panormo es de origen fenicio y fue probablemente uno de los primeros asentamientos de este pueblo en la isla. El nombre púnico que se encuentra en las monedas se puede transliterar «Machanath» y hace referencia a un campamento, por lo que no es probable que el griego sea una traducción del original fenicio.

## Historia

### Antes de las guerras púnicas
No hay noticias de la historia temprana de la fundación fenicia, que pasó a ser posesión cartaginesa cuando las metrópolis orientales fueron conquistadas por los persas. Cuando la creciente enemistad entre griegos y púnicos puso en peligro la presencia de estos últimos en la isla, Panormo se convirtió en el principal asentamiento desde el que los púnicos hicieron frente a los griegos. En el año 480 a. C., el general cartaginés Amílcar Magón desembarcó en su puerto y lo convirtió en su cuartel general, donde preparó el ataque contra Hímera. A partir de ese momento, representó un importante papel en las guerras sicilianas de Cartago y parece haberse convertido gradualmente en la capital de los púnicos en la isla. En el año 406 a. C. era una de sus principales estaciones navales.
Casi una década después, en tiempos del asedio de Motia, Panormo fue una de las pocas ciudades que permanecieron fieles a los cartagineses. En el año 383 a. C., se la vuelve a mencionar en una posición destacada. Aunque ni Dionisio de Siracusa ni Agatocles lograron nunca tomarla, en el año 276 a. C. Pirro la atacó y consiguió tomarla, con lo que casi completó la conquista de la isla. No debieron tardar mucho los cartagineses en recuperarla porque estaba de nuevo en sus manos al comienzo de la primera guerra púnica.

### La primera guerra púnica
En esta época era la ciudad más importante de los dominios cartagineses en la isla y servía de sede a sus ejércitos y fondeadero a su flota. Sin embargo, en el año 254 a. C. fue tomada casi sin esfuerzo por los cónsules romanos Aulo Atilio Calatino y Cneo Cornelio Escipión Asina. Tras la conquista, se convirtió en una de las principales estaciones navales de los romanos durante el resto de la guerra y, por esta misma razón, en un lugar de la máxima importancia para sus operaciones estratégicas. Fue bajo sus muros que Lucio Cecilio Metelo derrotó a Asdrúbal Hannón en el año 250 a. C. en una de las batallas más decisivas de la guerra.
Fue también bajo sus muros donde los romanos sostuvieron una prolongada lucha con Amílcar Barca que se había se había hecho fuerte en el monte Ercta, a unos dos kilómetros de la ciudad, y consiguió mantenerse allí pese a los esfuerzos romanos por desalojarlo. En consecuencia, estos se vieron obligados a levantar y conservar durante toda la contienda un campamento a solo cinco estadios las faldas del monte.

### Dominio romano
Después de la conquista romana de Sicilia, Panormo se convirtió en municipium, pero gozando de una posición privilegiada y conservado nominalmente su libertad e inmunidad frente a las cargas impuestas a otras ciudades de la provincia. Era en consecuencia una ciudad populosa y floreciente y el lugar en el que se celebraban los tribunales de justicia de los distritos circundantes. Para Cicerón era, en su tiempo, uno de los principales puertos comerciales de la isla. En la resolución de los asuntos de Sicilia que siguió a la guerra contra Sexto Pompeyo, Augusto le quitó la libertad y fundó una colonia con el nombre de Colonia Augusta Panormitanorum. Según Casio Dion esto se produjo en el año 20 a. C.; sin embargo, Plinio el Viejo la considera un simple municipium.
En tiempos de Vespasiano y Adriano recibió sendas colonias militares y, aunque las inscripciones y su nombre en varios itinerarios prueban que fue una ciudad floreciente, no llegó a alcanzar la posición predominante de la que gozaron otras ciudades sicilianas.